# 山东省妇女联合会
山东省妇女联合会（简称山东省妇联），成立于1940年8月，是中华人民共和国山东省妇女儿童工作者组成的人民团体，接受中共山东省委和全国妇联的双重领导。其最高权力机构是山东省妇女代表大会。

## 历史沿革
1940年8月6日，成立山东省妇女救国联合总会。1944年7月，改称山东省妇女抗日救国联合会（简称山东妇救会）。
1949年2月12日，成立华东民主妇女联合会，与山东省妇女抗日救国联合会合署办公。1949年3月，华东民主妇女联合会由山东迁至上海。
1949年6月，山东省妇女抗日救国联合会改称山东省民主妇女联合会（简称山东省民主妇联）。1957年9月，改称山东省妇女联合会（简称山东省妇联）。
1966年文化大革命开始后，山东省妇女联合会遭受冲击，整个组织陷入瘫痪。到1967年，全省各级妇女组织普遍解体。1972年10月，山东省革命委员会政治部设群众工作组，负责群众团体的工作。1973年7月，成立山东省妇女联合会筹备小组，张里夫任组长。1975年4月，召开山东省第六次妇女代表大会，同年5月，正式恢复山东省妇女联合会领导机关。
1985年5月，《幸福》杂志创刊。

## 组织机构
内设机构
- 办公室
- 研究室
- 组织联络部
- 宣传部
- 发展部
- 权益部
- 家庭和儿童工作部
- 机关党委

直属事业单位
- 山东省妇女儿童活动中心
- 山东省妇女发展研究中心
- 山东省妇女创业服务中心
- 山东省妇联网络信息与社会服务指导中心

团体会员
- 山东省妇女理论研究会
- 山东省家庭教育研究会
- 山东省女企业家协会
- 山东省巾帼志愿者协会

其他
- 山东省妇女儿童发展基金会
- 山东省妇女旅行社

## 历届执委会

### 第一届（山东省妇女救国联合总会）
- 任期：1940年8月－1945年9月
- 总会长：史秀云
- 副会长：祁青若
- 常委：史秀云、祁青若、陈若克、王任习、刘军、汪瑜、刘锦如、王月村、张廷英

### 第二届（山东省妇女抗日救国联合会）
- 任期：1945年10月－1951年3月
- 主任：刘锦如
- 副主任：祁青若、王月村
- 常委：刘锦如、祁青若、王月村、李雨兹、王任习、刘孟、罗琼

### 第三届
- 任期：1951年3月－1954年2月
- 主席：黄海明
- 副主席：冯沅君、王寅、梁思懿、张恺

### 第四届
- 任期：1954年2月－1958年10月
- 主席：王云、王月村
- 副主席：冯沅君、王寅、梁思懿、张恺
- 常委：王平、王寅、王云、王木兰、曲韶华、梁思懿、张里夫、张侠、张恺、陈捷、冯沅君、葛秀珍、靳韬、赵建华、刘荣珍、晓山、苏兴

### 第五届
- 任期：1958年10月－1966年
- 主席：张恺
- 副主席：冯沅君、晓山
- 常委：丁一志、王少木、丛远明、季平、张恺、冯沅君、葛秀珍、晓山、戴彬

### 第六届
- 任期：1975年4月－1983年11月
- 主任：郝建秀
- 副主任：张里夫、蒋小妹、李南进、吴亮亭、宋君美

### 第七届
- 任期：1983年12月－1989年4月
- 主任：杨衍银
- 副主任：董香菊、吴亮亭、侯逾璋、万珊珊

### 第八届
- 任期：1989年4月－1994年4月
- 主任：杨衍银
- 副主任：侯逾璋、万珊珊、刘培英

### 第九届
- 任期：1994年4月－2000年10月
- 主席：赵玉兰
- 副主席：侯逾璋、刘培英、刘云兰、张翠玉

### 第十届
- 任期：2000年10月－2006年7月
- 主席：赵玉兰
- 副主席：刘培英、孙秀丽、高贵云、翟黎明、刘宝莅

### 第十一届
- 任期：2006年7月－2011年10月
- 主席：赵玉兰
- 副主席：翟黎明、仉兴玉、宋立华、任月英

### 第十二届
- 任期：2011年10月－2017年12月
- 主席：翟黎明 → 邢善萍（2015年5月－2017年6月[3]） → 张惠
- 副主席：任月英、郭翠芬、范晓丽、玄祖香

### 第十三届
- 任期：2017年12月－
- 主席：张惠（2017年12月－2019年12月） →
- 副主席：魏艳菊、玄祖香、王淑萍、张宏卿